# Chełm (Lubin)
Pour les articles homonymes, voir Chełm (homonymie).
Chełm est une localité polonaise de la gmina de Rudna, située dans le powiat de Lubin en voïvodie de Basse-Silésie.